# 硫代乙酸-S-乙酯
硫代乙酸-S-乙酯是一种有机化合物，化学式为CH3C(O)SC2H5。它可由乙酰氯和乙硫醇在氯氧化铋催化下反应制得。它和碘苯、锌粉在镍盐、联吡啶催化下反应，可以得到苯甲酸-S-乙酯和苯乙硫醚。